# Dunkelsteinerwald (Gemeinde)
Dunkelsteinerwald ist eine Marktgemeinde mit 2422 Einwohnern (Stand 1. Jänner 2024) im Bezirk Melk in Niederösterreich.

## Geografie
Dunkelsteinerwald liegt im Mostviertel in Niederösterreich. Die Fläche der Marktgemeinde umfasst 54,19 Quadratkilometer. 46,73 Prozent der Fläche sind bewaldet.

### Gemeindegliederung
Das Gemeindegebiet umfasst folgende 33 Ortschaften (in Klammern Einwohnerzahl Stand 1. Jänner 2024):
- Aichberg (24)
- Besenbuch (60)
- Bichl (3)
- Bittersbach (4)
- Dürnbach (6)
- Eckartsberg (13)
- Gansbach (543)
- Gerolding (262)
- Häusling (86)
- Heitzing (17)
- Hessendorf (38)
- Himberg (93)
- Hohenwarth (21)
- Kicking (53) samt Daxberg
- Kochholz (90) samt Dürnberg und Im Liagl
- Krapfenberg (14)
- Lanzing (10)
- Lerchfeld (21)
- Lottersberg (34)
- Maierhöfen (17)
- Mauer bei Melk (556)
- Neu-Gerolding (47)
- Neuhofen (98)
- Nölling (41)
- Nonnenhöfen (6)
- Oed (38)
- Ohnreith (3)
- Pfaffing bei Mauer (23)
- Pinnenhöfen (25)
- Schwaigbichl (4)
- Thal (61)
- Umbach (31)
- Ursprung (80)

Die Gemeinde besteht aus den Katastralgemeinden Eckartsberg, Gansbach, Gerolding, Geroldinger Wald, Häusling, Heitzing, Hessendorf, Himberg, Hohenwarth, Kicking, Kochholz, Krapfenberg, Lanzing, Lerchfeld, Lottersberg, Mauer, Neuhofen, Nölling, Ohnreith, Pfaffing, Thal, Umbach und Ursprung.

### Nachbargemeinden
|                     | Bergern (Krems)                             | Wölbling (St. Pölten)                                  |
| Schönbühel-Aggsbach | Kompassrose, die auf Nachbargemeinden zeigt | Obritzberg-Rust (St. Pölten), Karlstetten (St. Pölten) |
| Melk                | Loosdorf                                    | Hafnerbach (St. Pölten), Haunoldstein (St. Pölten)     |

## Geschichte
Im Altertum war das Gebiet Teil der Provinz Noricum.
Die Gemeinde entstand 1970 durch den Zusammenschluss der Gemeinden Gansbach, Gerolding, Kicking und Mauer.

### Einwohnerentwicklung
| Dunkelsteinerwald: Einwohnerzahlen von 1869 bis 2024 | Dunkelsteinerwald: Einwohnerzahlen von 1869 bis 2024 | Dunkelsteinerwald: Einwohnerzahlen von 1869 bis 2024 | Dunkelsteinerwald: Einwohnerzahlen von 1869 bis 2024 | Dunkelsteinerwald: Einwohnerzahlen von 1869 bis 2024 |
| ---------------------------------------------------- | ---------------------------------------------------- | ---------------------------------------------------- | ---------------------------------------------------- | ---------------------------------------------------- |
| Jahr                                                 |                                                      |                                                      |                                                      | Einwohner                                            |
| 1869                                                 | 1869                                                 |                                                      | 2.468                                                | 2.468                                                |
| 1880                                                 | 1880                                                 |                                                      | 2.310                                                | 2.310                                                |
| 1890                                                 | 1890                                                 |                                                      | 2.290                                                | 2.290                                                |
| 1900                                                 | 1900                                                 |                                                      | 2.356                                                | 2.356                                                |
| 1910                                                 | 1910                                                 |                                                      | 2.317                                                | 2.317                                                |
| 1923                                                 | 1923                                                 |                                                      | 2.248                                                | 2.248                                                |
| 1934                                                 | 1934                                                 |                                                      | 2.260                                                | 2.260                                                |
| 1939                                                 | 1939                                                 |                                                      | 2.144                                                | 2.144                                                |
| 1951                                                 | 1951                                                 |                                                      | 2.025                                                | 2.025                                                |
| 1961                                                 | 1961                                                 |                                                      | 2.018                                                | 2.018                                                |
| 1971                                                 | 1971                                                 |                                                      | 1.911                                                | 1.911                                                |
| 1981                                                 | 1981                                                 |                                                      | 1.941                                                | 1.941                                                |
| 1991                                                 | 1991                                                 |                                                      | 2.025                                                | 2.025                                                |
| 2001                                                 | 2001                                                 |                                                      | 2.289                                                | 2.289                                                |
| 2011                                                 | 2011                                                 |                                                      | 2.333                                                | 2.333                                                |
| 2021                                                 | 2021                                                 |                                                      | 2.401                                                | 2.401                                                |
| 2024                                                 | 2024                                                 |                                                      | 2.422                                                | 2.422                                                |
| Quelle(n): Statistik Austria, Gebietsstand 1.1.2021  |                                                      |                                                      |                                                      |                                                      |

## Kultur und Sehenswürdigkeiten

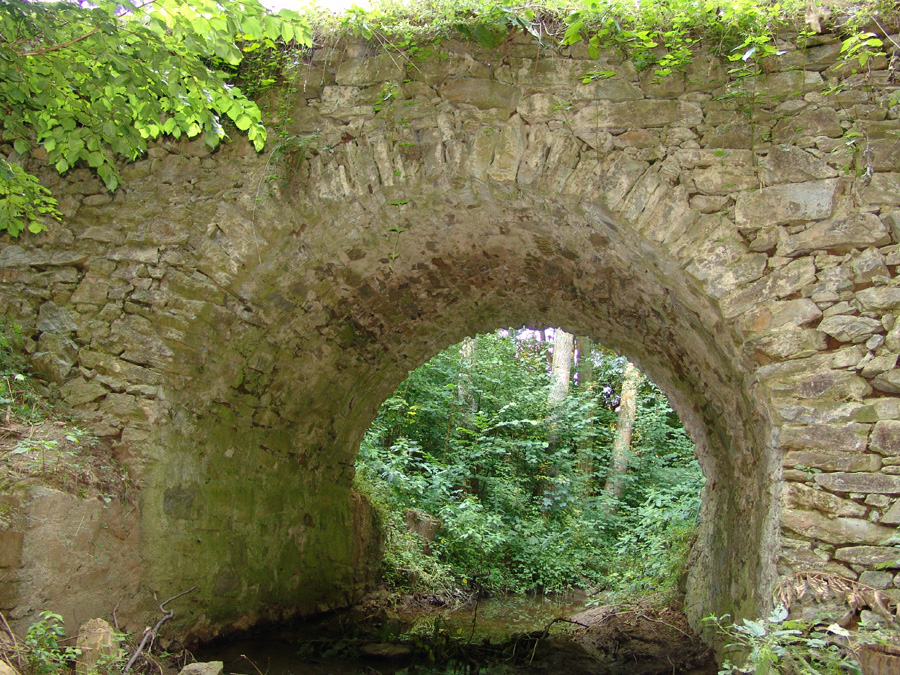
Römerbrücke

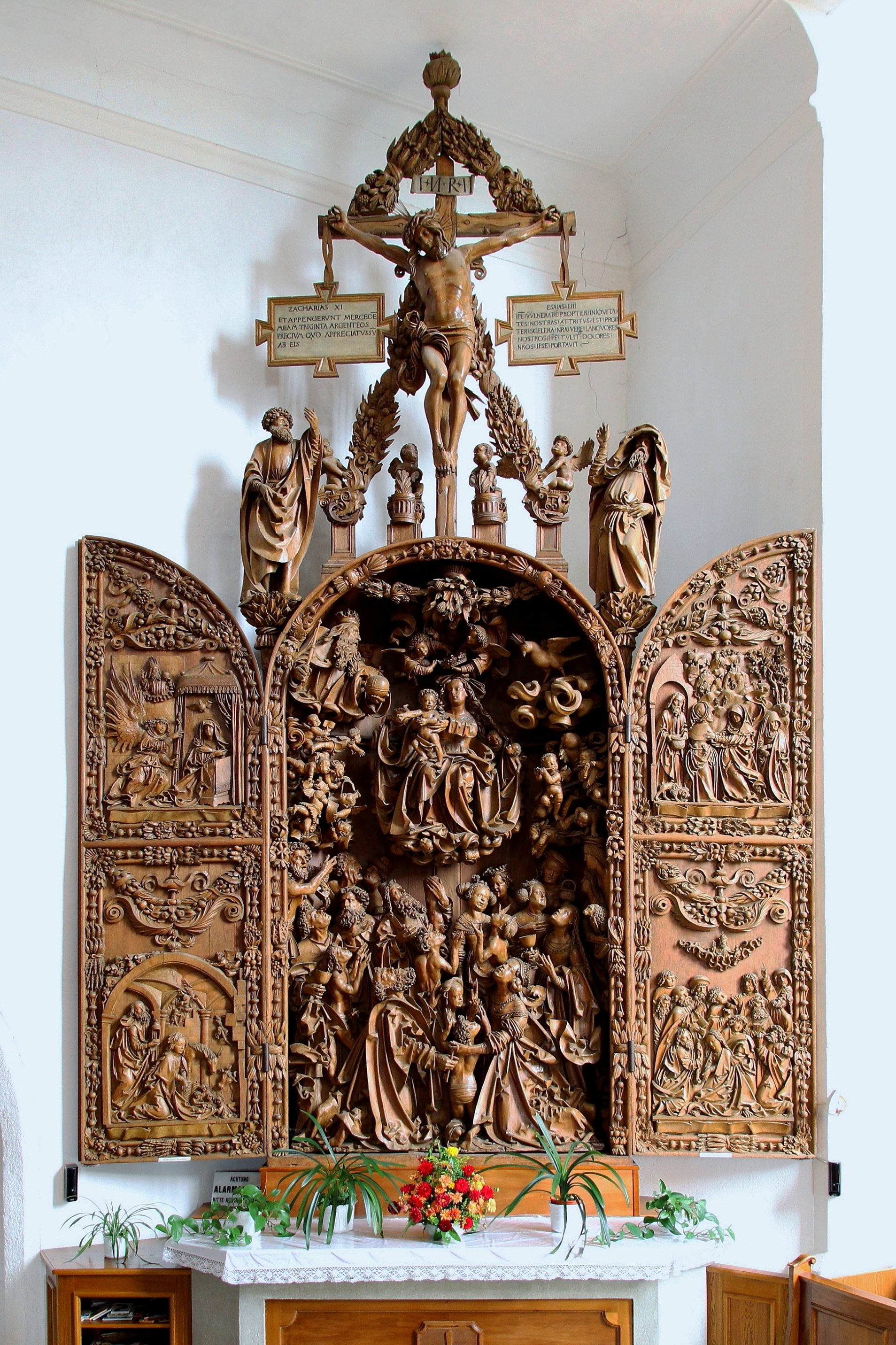
Lindenholz-Schnitzaltar (um 1510) in der Pfarrkirche Mauer bei Melk

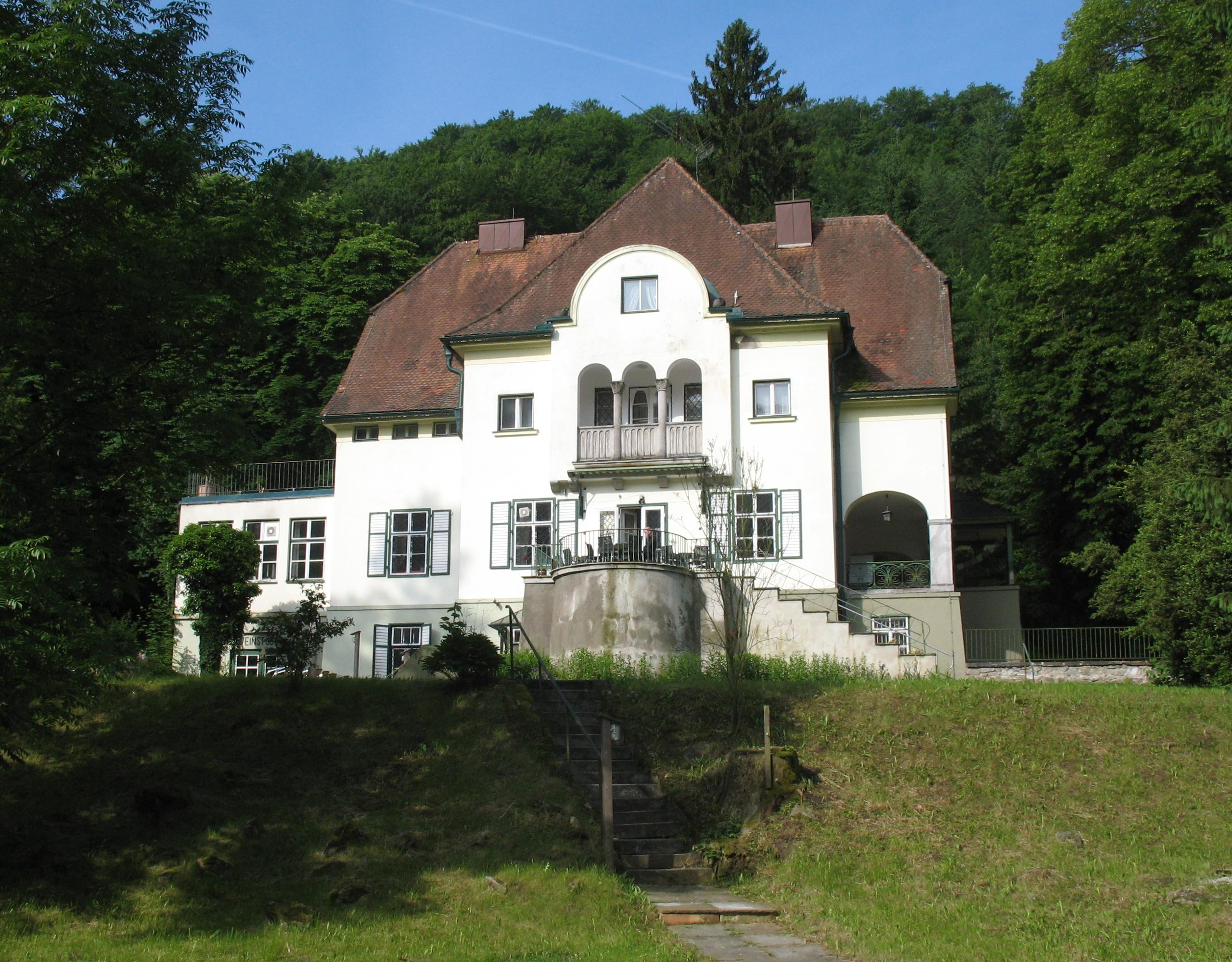
Jagdschloss Wolfstein in Kochholz

- Schloss Grabenhof: ein zweigeschoßiger Bau aus dem 15./16. Jahrhundert.
- Römerbrücke bei Lanzing (Lage: 48° 14′ 6″ N, 15° 26′ 29″ O): die Errichtung fällt vermutlich in das 3. oder 4. nachchristliche Jahrhundert.
- Pfarrkirche Gerolding: Sehenswert sind die gotische Kanzel, das Wandfresko aus dem 17. Jahrhundert und das gotische Presbyterium mit der gotischen „Sessionsnische“.
- Pfarrkirche Gansbach: Die Kirche stammt vermutlich aus dem 14. Jahrhundert. Sehenswert ist das Seitenaltarbild vom berühmten Maler Kremser Schmidt und das Hochaltarbild, das von einem seiner Schüler gemalt wurde.
- Wallfahrtskirche Mauer: Der Schnitzaltar (1509) von Mauer bei Melk ist ein Wunder der Spätgotik. An den Flügeln wird das Leben Mariens in seinen wichtigsten Stationen vorgeführt. Weiters ist das gotische Sakramentshäuschen sehr interessant.
- Bei Häusling befindet sich ein römischer Steinbruch, in dem der Häuslinger Marmor gebrochen wurde.

Im Juni 2018 wurde in Gansbach die Falco-Skulptur „Kommt der Komet oder kommt er zu spät“ von Katrin Plavčak enthüllt. Ausgangspunkt für die Idee zur Szeneplastik war eine Textzeile aus dem Lied Nur mit dir von Falcos Album Junge Roemer. Das Monument besteht aus einer vier Meter hohen, schwarz-silberfarbenen Skulptur aus Stahl und einem Serpentinit aus dem Dunkelsteinerwald, der einen Kometen darstellt. Das Denkmal wurde von der Gemeinde gemeinsam mit dem Land Niederösterreich und der Initiative Kunst im öffentlichen Raum am neuen Falco-Platz errichtet.

### Natur
Typisch für Dunkelsteinerwald sind die Wildrosen, die in zahlreichen Arten hier vorkommen. Die Blüten werden zur Produktion von Likör, Streuzucker, Sirup, Wildroseneis verwendet. Auch die Hagebutten werden zu verschiedenen Produkten, wie Marmelade, Likör oder Mus verarbeitet. Um diese Kulturen zu erhalten und auch besser vermarkten zu können, wurde die Gemeinde mit acht Produzenten 2013 in die Riege der Genussregionen Österreichs als Region Dunkelsteiner Hagebutte aufgenommen.

## Wirtschaft und Infrastruktur
Nichtlandwirtschaftliche Arbeitsstätten gab es im Jahr 2001 62, land- und forstwirtschaftliche Betriebe nach der Erhebung 1999 167. Die Zahl der Erwerbstätigen am Wohnort betrug nach der Volkszählung 2001 1017. Die Erwerbsquote lag 2001 bei 46,22 Prozent.

## Politik

### Gemeinderat
Der Gemeinderat hat 21 Mitglieder.
- Mit den Gemeinderatswahlen in Niederösterreich 1990 hatte der Gemeinderat folgende Verteilung: 17 ÖVP, und 4 SPÖ.
- Mit den Gemeinderatswahlen in Niederösterreich 1995 hatte der Gemeinderat folgende Verteilung: 15 ÖVP, 4 SPÖ, und 2 FPÖ.[7]
- Mit den Gemeinderatswahlen in Niederösterreich 2000 hatte der Gemeinderat folgende Verteilung: 14 ÖVP, 4 SPÖ, 2 FPÖ, und 1 Grüne.[8]
- Mit den Gemeinderatswahlen in Niederösterreich 2005 hatte der Gemeinderat folgende Verteilung: 15 ÖVP, 5 SPÖ, und 1 Grüne.[9]
- Mit den Gemeinderatswahlen in Niederösterreich 2010 hatte der Gemeinderat folgende Verteilung: 15 ÖVP, 3 SPÖ, 2 FPÖ, und 1 Grüne.[10]
- Mit den Gemeinderatswahlen in Niederösterreich 2015 hatte der Gemeinderat folgende Verteilung: 15 ÖVP, 2 FPÖ, 2 SPÖ, 1 Grüne, und 1 FRANZ.[11]
- Mit den Gemeinderatswahlen in Niederösterreich 2020 hatte der Gemeinderat folgende Verteilung: 13 ÖVP, 4 SPÖ, 2 Liste Sedlmayer (FRANZ) und 2 Grüne.[12]
- Mit den Gemeinderatswahlen in Niederösterreich 2025 hat der Gemeinderat folgende Verteilung: 13 ÖVP, 4 FPÖ und 4 SPÖ.[13]

### Bürgermeister
- bis 30. September 2024 Franz Penz (ÖVP)
- ab 1. Oktober 2024 Josef Berger (ÖVP)

### Wappen
- Beschreibung: In einem über einem grünen, drei Spitzen zeigenden Schildfuß, von Rot auf Silber gespaltenen Schild vorne ein silbernes Tatzenkreuz, hinten ein grüner Nadelbaum.
- Gemeindefarben: Rot-Weiß-Grün
- Verleihung: 30. Juni 1982.

## Persönlichkeiten

### Mit der Gemeinde verbundene Persönlichkeiten
- Karl Donabauer (* 1945), Landwirt und Politiker (ÖVP)